# Platyceps brevis
Espèce
Synonymes
- Zamenis brevis Boulenger, 1895
- Zamenis smithii Boulenger, 1895
- Coluber smithi (Boulenger, 1895)
- Zamenis tripraeocularis Werner, 1925
- Zamenis boschisi Scortecci, 1930
- Coronella semiornata fuscorosea Loveridge, 1935

Platyceps brevis  est une espèce de serpents de la famille des Colubridae.

## Répartition
Cette espèce se rencontre en Somalie, en Éthiopie, au Kenya et en Tanzanie.

## Description
L'holotype de Platyceps brevis mesure 200 mm dont 47 mm pour la queue. Cette espèce a la face dorsale gris pâle. Une grande tache noirâtre est présente entre ses yeux. Sa face ventrale est blanche.

## Liste des sous-espèces
Selon The Reptile Database (7 mai 2015) :
- Platyceps brevis brevis (Boulenger, 1895)
- Platyceps brevis smithii (Boulenger, 1895)

## Étymologie
Son nom d'espèce, du latin brevis, « court », lui a été donné en référence à son corps trapu.

## Publications originales
- Boulenger, 1895 : Rettili e Batraci. in, Esplorazione del Guiba e dei suoi Affluenti compiuta dal Cap. V. Bottego durante gli Anni 1892-93 sotto gli auspicii della Società Geografica Italiana. Annali del Museo civico di storia naturale di Genova, sér. 2, vol. 15, p. 9-18 (texte intégral).
- Boulenger, 1895 : An account of the reptiles and batrachians collected by Dr. A. Donaldson Smith in western Somali-land and the Galla Country. Proceedings of the Zoological Society of London, vol. 1895, p. 530-540 (texte intégral).